# مقاطعة بوسي (إنديانا)
مقاطعة بوسي (بالإنجليزية: Posey County, Indiana)‏ هي إحدى مقاطعات ولاية إنديانا في الولايات المتحدة. تأسست سنة 1814، بلغ عدد سكانها 25910 نسمة في عام 2010 حسب إحصاء مكتب تعداد الولايات المتحدة وتصل الكثافة السكانية فيها 24.49 نسمة/كم2.

## أعلام
- جورج دبليو. سنو

## وصلات خارجية
- United States Counties